# 超级恶魔城IV
《超级恶魔城IV》是KONAMI公司在1991年10月31日發售的动作平台游戏。
本游戏根据FC游戏机版本的《惡魔城》基础上制作。
本游戏是一个横向卷轴游戏。整个游戏中，玩家控制着西蒙。
在全球范围内，本游戏共售出将近50万份。

## 外部連結
- 悪魔城ドラキュラシリーズ総合サイト （页面存档备份，存于）（日語）